# 横メルカトル図法

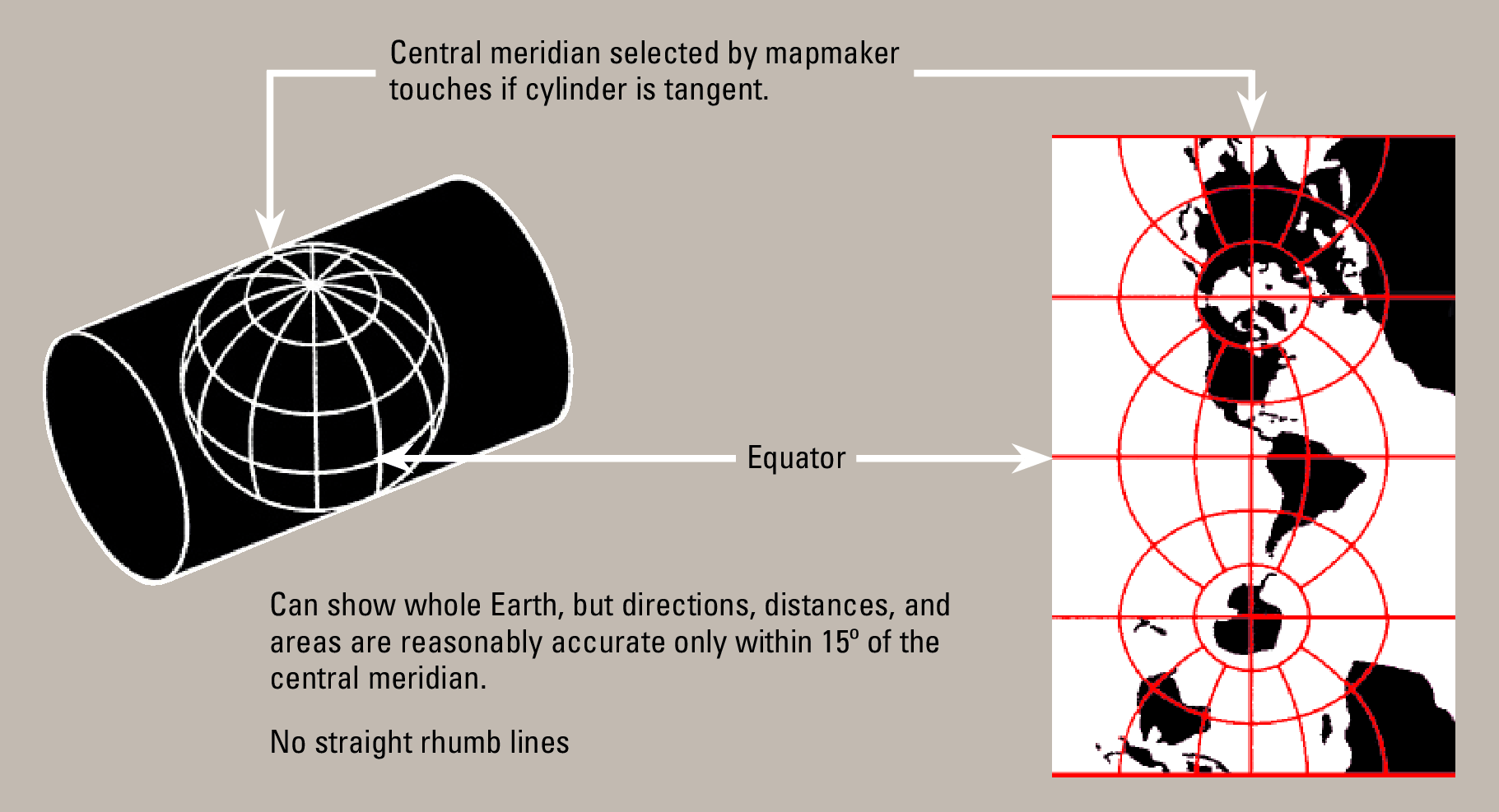
横メルカトル図法の概念　横向きの円筒に投影する

横メルカトル図法（よこメルカトルずほう）とは、メルカトル図法が赤道付近は正確に記述できる性質を利用して、投射する円筒を倒して任意の経線で地球に接するようにした図法をいう。 

## 特徴
ヨハン・ハインリヒ・ランベルトが1772年に考案した。これは南北に長い地域の小縮尺地図に適している。横軸法で投影しているため、経線を等長線にできるからである。
大縮尺地形図や地理情報システムなど精度を重んじる場合には、地球を回転楕円体とした場合の考慮が行われる。その方法として、楕円体面を一旦球面に正角投影した後で横メルカトル図法を適用する方法（ガウス正角二重投影法）と、基準子午線の子午線弧長を保持しつつ正角図法をなすガウス・クリューゲル図法がある。現在は後者が主流である。
中縮尺の地形図には、地球全体を経度6度ごとに分けて投影したユニバーサル横メルカトル図法（UTM図法）がよく使われる。
|  |  |

上図を見て分かるとおり、地球全体を表示するような小縮尺地図においても地球形状によって表示描像が大きく変わるため、横メルカトル図法は厳密には有限の扁平率を有する地球に適用できる場面はあらゆる縮尺について存在せず、形状が真球である仮想天体にしか適用ができない。